# Ischigualasto
Ischigualasto ili Mjesečeva dolina (španjolski: Valle de la Luna) je pokrajinski park u zapadnoj argentinskoj pokrajini San Juan, u blizini granice s Čileom. On, zajedno sa sjevernim susjednim nacionalnim parkom Talampaya (La Rioja, Argentina) pripada istoj geološkoj tvorevini u kojoj je pronađeno najviše fosila biljaka, dinosaura i predaka sisavaca, koji otkrivaju evoluciju kralježnjaka i prirodnog okoliša razdoblja trijasa. Zbog toga su ova dva zaštićena područja, površine od 275.300 ha, upisani na UNESCO-ov popis mjesta svjetske baštine u Americi 2000. godine.

## Prirodne odlike
Pokrajinski park Ischigualasto pokriva 603,7 km² krajnjeg zapada pampaskih brda, na nadmorskim visinama od oko 1.300 m. U njemu tipična pustinjska vegetacija (grmovi, kaktusi i pokoje drvo) pokriva tek 10 do 20 % površine. Klima je jako aridna s rijetkim padalinama (uglavnom ljeti) i ekstremnim temperaturama od -10 °C do 45 °C. Također, svako poslijepodne do večeri, neprestano puše južni vjetar brzine 20-40 km/h, koji ponekad prati i jaki zonda vjetar. 
U takvim uvjetima su sačuvani ponajbolji fosili iz razdoblja kasnog trijasa (karnik), stari od 231,4 do 225,9 milijuna godina. To je jedino mjesto na svijetu gdje je gotovo cijeli trijas predstavljen u nedirnutim nizovima naslaga kamenja, što uključuje i neke od najstarijih i najbolje sačuvanih ostataka dinosaura na svijetu. Zahvaljujući njima znanstvenci su u mogućnosti pratiti evolucijski razvoj sisavaca od dinosaura; istraživanje koje još uvijek traje.

## Naziv
Ischigualasto je dobio ime po poglavici plemena Huarpe koje je ovdje živjelo u vrijeme dolaska Španjolaca. Huarpe su potomci polunomadskih plemena lovaca-sakupljača od kojih je pronađeno šest arheoloških lokaliteta sa špiljskim slikama i petroglifima. Oni su uglavnom smješteni iznad ulaza u prirodne zaklone i špilje, u blizini groblja, ostataka naselja i područja za pravljenje alata.

## Paleontologija
Tijekom karnika ovo područje je bilo mjesto poplavna dolina s mnogim vulkanima kojima su dominirale rijeke i snažne sezonske padaline. O bogatstvu tadašnje vegetacije najbolje svjedoče okamenjena stabla drveća Protojuniperoxylon ischigualastianus koja su bila viša od 40 m, ali i mnogi fosili paprati i preslica. Od kopnenih kralježnjaka, od kojih dinosauri predstavljaju tek 11%, najzastupljeniji su fosili Rhynchosaura i Cynodonta (ponajviše Hyperodapedona i Exaeretodona). Od kopnenih grabežljivaca najzastupljeniji su hererasauridi, najstarija vrsta dinosaura (čak 72%), ali se tu nalaze i najraniji primjeri dva glavna reda dinosaura, Ornithischia i Saurischia. Od njih su najzastupljeniji fosili arhosaura Herrerasaurusa, dok je za znanstvenike najvažniji rani dinosaur eoraptor koji je otkriven ranih 1990-ih. Ostali značajni fosili su: Pisanosaurus, Staurikosaurus, Sanjuansaurus, Panphagia, Ischisaurus, Frenguellisaurus, Eodromaeus, Chromogisaurus i dr. Ostali oblici pronađenih drevnih guštera (Archosauromorpha), pored spomenutog Exaeretodona, su: Chiniquodon, Ecteninion, Ischigualastia i Probainognathus; dok su negušteroliki kralježnjaci predstavljeni drevnim vodozemcima: Pelorocephalus i Promastodonsaurus.
- Pustinja "mjesečeve doline"
- "Posude boća" (Cancha de Bochas), polje grumenja nastalih erozijom kamenja organskog podrijetla
- Kralježnica i gornji ekstremiteti dinosaura Eoraptor lunensis kako viri iz stijena Ischigualasta
- Odljev glave prvog poznatog Herrerasaurusa pronađenog u Ischigualastu
- Slavna stijena El Hongo ("gljiva") u PP Ischigualasto

## Vanjske poveznice
- službena web-stranica (šp.)
- Parque Provincial Ischigualasto
- Ischigualasto.com  Arhivirana inačica izvorne stranice od 27. kolovoza 2016. (Wayback Machine) (šp.)
- Ischigualasto na stranicama Paleonotološkog muzeja kalifornijskog sveučelišta Berkeley (engl.)